# De kapmantel
De kapmantel is een werk van de Belgische beeldhouwer Oscar Jespers (1887-1970). Hij vervaardigde het werk vermoedelijk in 1922. Het werd door de Vrienden van Moderne Kunst geschonken aan het Koninklijk Museum voor Schone Kunsten Antwerpen, waar het zich nog steeds bevindt.

## Context
Het werk van Oscar Jespers, volgens Jean Buyck "onbetwistbaar een grootmeester van de Belgische beeldhouwkunst", bevat steeds sporen van de modernistische kunsttheorie. Het gaat om diverse stilistische idiomen die sinds de Eerste Wereldoorlog hun opwachting maakten, zoals kubisme, expressionisme of abstractie. Vanaf 1921 neemt de kunstenaar steeds meer afstand van zijn abstracte experimenten om 'beeldhouwer' in plaats van 'modelleur' te worden (cfr. José Boyens). Hij neemt steeds het natuurgeven als uitgangspunt, hoewel hij het soms abstraheert. Zoals uit dit beeld blijkt, werd Jespers beïnvloed door de etnografische kunst. Dat is vooral zichtbaar aan de schetsmatige weergave van de gelaatstrekken met langwerpige, amandelvormige oogleden, in zijn beelden.

## Beschrijving
De kapmantel is een staande vrouwenfiguur, gehuld in een lange, breed uitgevallen kapmantel. Haar lichaamsvormen zijn voor de toeschouwer verborgen, op haar schouderlijn en rugwelving na. De gesloten vorm doet denken aan een monachale strengheid, hoewel het motief van de zijlings over haar schouder heen kijkende vrouw toch voor enige natuurlijkheid zorgt. De gevoelige oppervlaktebehandeling van de kunstenaar tempert de strakheid van de tektonische opbouw. Hierbij speelde de kunstenaar subtiel in op de contrastwerking van het glad gepolijste schouder- en frontvlak met fijne verticale plooival. Door heel geraffineerde verschuivingen neigt deze zelf naar de diagonaal. Het hoofd, dat suggereert zich subtiel te wenden, sluit door de ronding aan op de curve van de schouder. Op die wijze is het perfect geïntegreerd in de algemene vorm van het beeld.

## Materiële aspecten

### Afmetingen
- Inclusief sokkel: 88 × 35 × 26 cm
- Grondvlak: 31,5 × 21,5 cm

### Inscripties
- Osc. Jespers
  - Plaats: achterkant, midden onder
  - Type: handschrift
  - Lettertype: onderkast met beginkapitaal
  - Auteur: Oscar Jespers